# Johan Walem
Johan Walem (ur. 1 lutego 1972 roku w Soignies) – były belgijski piłkarz występujący na pozycji pomocnika.

## Kariera klubowa
Johan Walem zawodową karierę rozpoczynał w 1991 roku w RSC Anderlechcie. Już w pierwszym występów w Brukseli belgijski piłkarz został uznany najlepszym piłkarzem młodego pokolenia w kraju. Wraz z belgijskim zespołem Walem trzy razy z rzędu zdobywał mistrzostwo Belgii, zwyciężył także w rozgrywkach o puchar kraju. Po sześciu sezonach spędzonych w Anderlechcie Johan trafił do Serie A, gdzie podpisał kontrakt z Udinese Calcio. Z ekipą "Bianconerich" zajął trzecie miejsce w ligowej tabeli, jednak wystąpił tylko w dwóch spotkaniach, w których strzelił dwie bramki. W kolejnych rozgrywkach Walem zanotował już 30 występów i w dużym stopniu przyczynił się do zajęcia przez swój zespół szóstej lokaty w lidze. Sezon 1999/2000 belgijski pomocnik spędził na wypożyczeniu w Parmie, z którą wywalczył Superpuchar Włoch. Johan powrócił do Udinese, by po sezonie przenieść się do Standardu Liège. W barwach zespołu "Les Rouches" Walem od razu wywalczył sobie miejsce w podstawowej jedenastce. Zajmował kolejno piąte i siódme miejsce w rozgrywkach Jupiler League, a następnie ponownie trafił do Włoch. Tam związał się umową z Torino FC, gdzie w 21 meczach strzelił dwa gole. Ostatni sezon w karierze Johan spędził w Calcio Catania. Jako zawodnik "Rossazzurrich" zagrał w czternastu pojedynkach i wraz z drużyną zajął trzynastą lokatę w tabeli Serie B.

## Kariera reprezentacyjna
W reprezentacji Belgii Walem zadebiutował w 1991 roku. W 2000 roku razem z drużyną narodową pojechał na mistrzostwa Europy, na których "Czerwone Diabły" zostały wyeliminowane już w pierwszej fazie turnieju. W 2002 roku Johan zagrał natomiast na mistrzostwach świata. Na tej imprezie Belgowie zajęli drugie miejsce w swojej grupie i awansowali do 1/8 finału. W tej fazie turnieju zespół Roberta Waseige przegrał 2:0 z późniejszymi zwycięzcami mundialu - Brazylijczykami. Po mistrzostwach Walem zakończył reprezentacyjną karierę. Dla drużyny narodowej zaliczył łącznie 36 występów, w których zdobył dwa gole.